# Verwaltungsgemeinschaft Großrudestedt
Die Verwaltungsgemeinschaft Großrudestedt lag im thüringischen Landkreis Sömmerda.

## Gemeinden
- Alperstedt
- Großrudestedt, Verwaltungssitz

## Geschichte
Die Verwaltungsgemeinschaft wurde am 1. Februar 1992 gegründet. Die Auflösung erfolgte am 9. September 1994. Mit Wirkung zum 10. September 1994 wurde sie mit der ebenfalls aufgelösten Verwaltungsgemeinschaft Grammeaue zur neuen Verwaltungsgemeinschaft Gramme-Aue zusammengelegt.